# New Jack (Wrestler)
Jerome Young (* 3. Januar 1963 in Greensboro, North Carolina; † 14. Mai 2021 in North Carolina) war ein US-amerikanischer Wrestler, der unter seinem Ringnamen New Jack besonders in der ehemaligen Promotion ECW berühmt wurde. Young war bekannt für seine Vorliebe für waghalsige Sprünge, den Einsatz von Waffen, seinen brutalen und unfairen Kampfstil und die ständige Bereitschaft, sich und vor allem Gegner zu verletzen. Seine Einlaufmusik, Natural Born Killaz von Dr. Dre und Ice Cube, wurde des Öfteren während seiner Matches in Dauerschleife gespielt. Seinen Ringnamen wählte Young in Anlehnung an den Gangsterfilm New Jack City mit Wesley Snipes und Ice-T.
Am Nachmittag des 14. Mai 2021 verstarb Young mit 58 Jahren an den Folgen eines Herzinfarkts.

## Karriere
Young wurde vom 1994 verstorbenen Ray Candy trainiert und gab 1992 sein Debüt in der United States Wrestling Association (USWA), auch damals schon als New Jack. Anschließend bildete er bei Smoky Mountain Wrestling (SMW) ein Tagteam mit Mustafa Saed und D-Lo Brown, The Gangstas. Das Team fehdete mit einigen anderen Gruppierungen, unter anderem mit The Rock ’n’ Roll Express (Ricky Morton und Robert Gibson).

### Extreme Championship Wrestling (1995–2001)

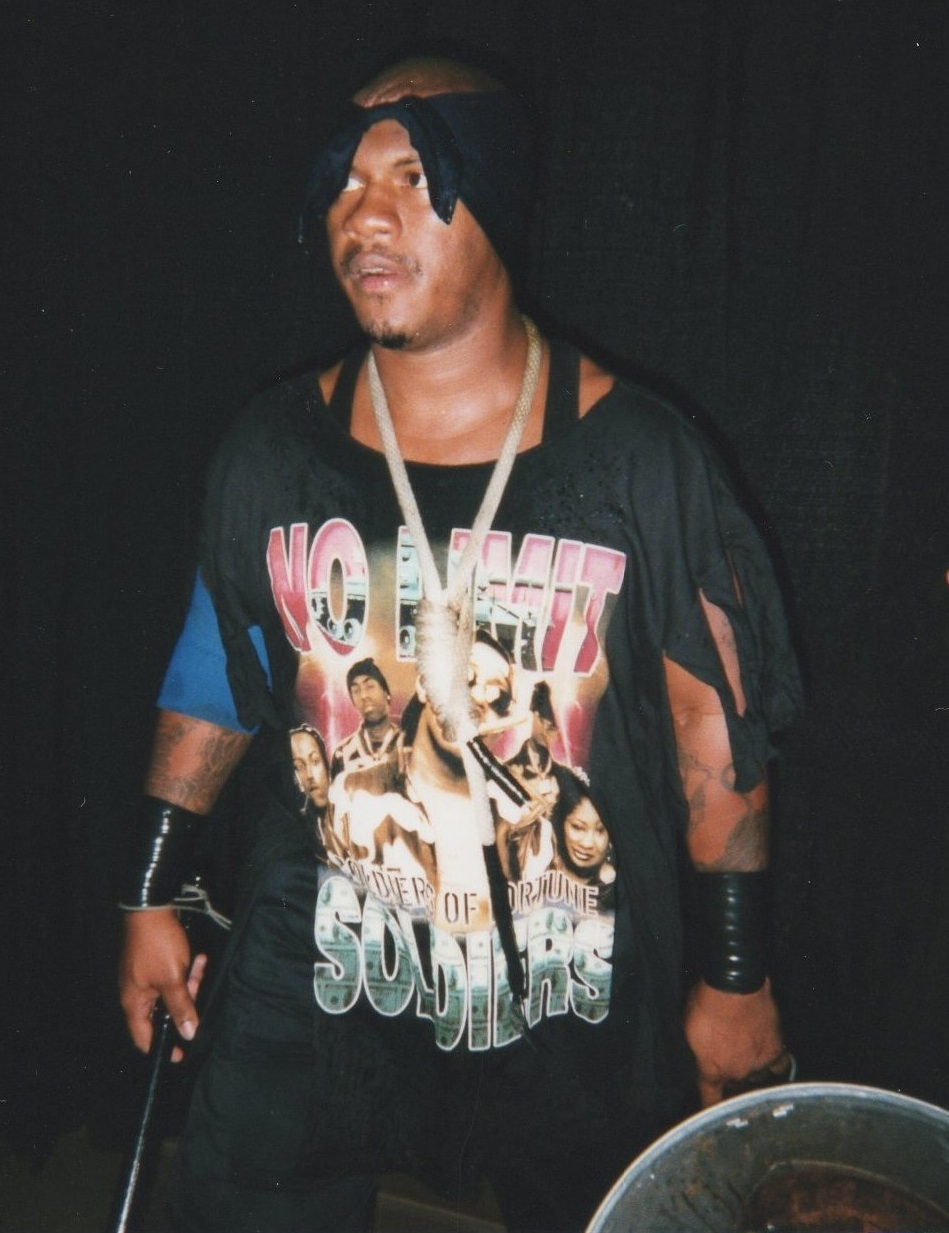
New Jack in der ECW, 1998

Im Jahre 1995 verließen Young und Saed SMW und schlossen sich der in Philadelphia beheimateten Promotion Extreme Championship Wrestling (ECW) an. Dort gewannen sie zweimal die Tag Team Championship, mussten sich jedoch auflösen, als Saed 1997 entlassen wurde. Daraufhin gründete Young ein neues Tagteam mit John Kronus, The Gangstanators – eine Zusammensetzung aus The Gangstas und The Eliminators, dem ehemaligen Tagteam, das Kronus zusammen mit Perry Saturn gebildet hatte. Zusammen gewannen sie einmal die Tagteam-Titel. Zeitgleich begann New Jack auch damit, zu jedem Match eine Mülltonne mitzubringen, die diverse Waffen enthielt.

### Der „Mass Transit-Vorfall“
New Jack war direkt am sogenannten „Mass Transit-Vorfall“ beteiligt, der sich am 23. November 1996 bei einer Houseshow in Revere, Massachusetts ereignete. The Gangstas sollten ursprünglich auf D-Von Dudley und Axl Rotten treffen. Rotten konnte jedoch aus bis heute ungeklärten Gründen nicht an der Show teilnehmen (in der 2005 veröffentlichten Dokumentation Forever Hardcore mutmaßt New Jack, er hätte gehört, es wäre etwas mit Rottens Großmutter geschehen, was diesen davon abhielt, zur Show zu fahren). Rotten wurde daraufhin durch einen gewissen Eric Kulas ersetzt, der sich Mass Transit nannte. Hierbei handelte es sich um einen 17-jährigen, völlig unerfahrenen Jungen, der den damals verantwortlichen Paul Heyman davon überzeugen konnte, dass er zum einen bereits 19 Jahre alt und zum anderen von der Legende Killer Kowalski trainiert worden wäre. Das Ergebnis war, dass Kulas immense durch New Jack mit einer Klinge beigebrachte Verletzungen erlitt, da dieser sich nicht an die gängige Praxis des Bladings hielt. Kulas musste mit insgesamt fünfzig Stichen im Krankenhaus genäht werden, New Jack hingegen wurde der gefährlichen Körperverletzung angeklagt, jedoch vor Gericht freigesprochen. Auch den Prozess auf Schmerzensgeld gegen die ECW verlor Kulas. Am 12. Mai 2002 verstarb Eric Kulas dann mit nur 22 Jahren wegen Komplikationen nach einer Magenbypassoperation. Daraufhin wurde Young erneut verklagt, diesmal von Kulas' Eltern, die ihm allein die Schuld daran gaben, dass ihr Sohn seit dem Vorfall an Depressionen und Essstörungen gelitten hatte.

### August 1998–1999
New Jack befand sich in den späten 1990er-Jahren permanent in einer erbitterten Fehde mit dem New Yorker Tag Team Da Baldies, insbesondere mit deren Anführer The Spanish Angel. In deren Verlauf lieferten sich beide Parteien immer wieder brutale Schlachten im Ring und auch außerhalb, was zum Beispiel darin resultierte, dass Angel New Jacks gern mit in den Ring gebrachten Tacker gegen diesen verwendete und ihm eine Tackernadel ins Auge trieb. Diese Verletzung zwang Young zu einer längeren Pause, aus der er ohne bleibende Schäden Ende 1999 zurückkehrte. Fortan trug er außerdem nun nicht mehr den Tacker an einer Kette um den Hals, sondern eine Handsichel.

### Der Vorfall in Danbury
Am 12. März 2000 kam es beim PPV Living Dangerously zu einem weiteren Eklat. Nach einem regulären Match begannen Da Baldies und New Jack, den Ring zu stürmen und sich gegenseitig zu attackieren. Young und ein Mitglied der Baldies, Vic Grimes, verlagerten ihren Kampf schließlich in den hinteren Teil der Halle, wo ein etwa viereinhalb Meter hohes Gerüst aufgebaut war. Young und Grimes sollten laut Plan gemeinsam vom Gerüst stürzen und durch zwei darunter aufgebaute Tische krachen. Da Grimes sich bis zuletzt weigerte, den Stunt auszuführen und seinen Kontrahenten sogar auf dem Gerüst darum bat, allein zu springen, zog New Jack ihn letztendlich mit Gewalt in die Tiefe. Im Anschluss kam es zu einer nicht geplanten Landung, so dass der damals gut 140 Kilo wiegende Grimes auf Youngs Kopf landete, was zu einer schweren Hirnverletzung und einem blinden rechten Auge bei diesem führte.

### XPW und Independent (2001–2004)
Nach dem Ende von ECW verschwand Young in Richtung Independent-Ligen. Von 2001 bis 2002 stand er bei XPW unter Vertrag, 2003 hatte er einige Auftritte bei TNA und CZW. In einem Kampf bei der (XPW) im Jahr 2002 trafen New Jack und Vic Grimes erneut aufeinander. New Jack warf Grimes von einem diesmal beinahe neun Meter hohen Gerüst direkt in den Ring. Dort waren zwölf Tische aufgebaut, welche Grimes jedoch bis auf zwei verfehlte, was diesem neben der Kollision seines linken Beines mit dem obersten Ringseil vermutlich das Leben rettete. In Forever Hardcore gab Young zu, seinen Gegner absichtlich zu stark geworfen zu haben, um diesen schwer zu verletzen oder gar zu töten. Andererseits bestätigen Videoaufnahmen auch, dass sich Grimes zusätzlich selbst vom Gerüst abstieß, was einer der Hauptgründe für das missglückte Manöver darstellte.
Im Jahre 2005 nahm Young des Weiteren auch an den ECW-Reunions-Shows Hardcore Homecoming und Extreme Reunion teil.
Im April 2003 war New Jack erneut ausführender Part bei einem Skandal, diesmal in einem Match gegen den erfahrenen Hardcore-Wrestler Gilberto Melendez alias Gypsy Joe. Dieser tat alles Erdenkliche dagegen, dem Publikum einen realen Kampf vorzuspielen, zusätzlich hätte Young einen echten Kopfstoß einstecken müssen. Dies führte dazu, dass New Jack seinen Kontrahenten seinerseits mit zahlreichen Waffen real verletzte, darunter ein mit Nägeln umwickelter Baseballschläger und eine Kette.
Im Oktober 2004 trat Young für die Thunder Wrestling Federation in einem Match gegen William Jason Lane an. Während des Matches zog Young eine Metallklinge aus seiner Militärweste und stach damit vierzehn Mal zu. Dies brachte ihm diverse Anklagen ein, unter anderem wegen gefährlicher Körperverletzung und versuchtem Mord. Laut New Jack hatten sich beide Wrestler vor dem Match darauf geeinigt, die Klinge zu benutzen. Ein beim Kampf anwesender Polizeibeamter meinte jedoch, was er gesehen hätte, wäre jenseits dessen gewesen, was er unter einem routinierten Wrestlingmatch verstünde. Der Promoter des Events, Maurice Williams, beteuerte, er hätte nie vorgehabt, das Ganze zu einem Hardcore-Event werden zu lassen.

### Total Nonstop Action Wrestling (2003, 2004, 2010)
Zwischen 2003 und 2004 war New Jack sporadisch bei TNA-Shows zu sehen.
Im August 2010 attackierten New Jack und sein alter Partner Mustafa das Team 3D und den ehemaligen ECW-Kommentator Joel Gertner im Rahmen einer ECW-Reunion bei TNA.

### Ring Warriors (2013–2014)
Am 8. September 2013 hatte Young sein Debütmatch in der Independent-Liga Ring Warriors. Zwei Wochen später wurde er der neue Manager von Frank Stone und Kory Chavis.

### Temporärer Ruhestand
Am 5. April 2013 besiegte New Jack Necro Butcher bei einer Veranstaltung des Pro Wrestling Syndicates in seinem Abschiedsmatch und ging in den Ruhestand.

### Rückkehr zum professionellen Wrestling
Im Jahre 2016 kehrte New Jack wieder zurück in den Ring. Er hatte Auftritte für Money Mark Productions und trat am 11. Juni bei einem Event des Pro Wrestling Syndicates in New Jersey gegen den ehemaligen UFC-Fighter Phil Baroni an.

## Medien
Im Videospiel ECW Anarchy Rulz war New Jack ein spielbarer Charakter. Ferner ist er in mehreren Wrestling-Dokumentationen, unter anderem Beyond the Mat, zu sehen.
Er steuerte auch diverse Lines für das Album Duckman for Presidente des Indie-Rappers Duckman bei.
Zusammen mit dem Independent-Wrestler Jay Lover trat Young 2013 in The Daily Show mit dem Segment „Stay Out Of School“ auf.

## Erfolge

### Titel
- Extreme Championship Wrestling
  - 3× ECW World Tag Team Champion (2× mit Mustafa Saed, 1× mit John Kronus)
- North Georgia Wrestling Association
  - 1× NGWA Heavyweight Champion
  - 2× NGWA Tag Team Champion (mit Festus und Mustafa Saed)[10]
- Smoky Mountain Wrestling
  - 1× SMW Tag Team Champion (mit Mustafa Saed)
- United States Wrestling Association
  - 1× USWA World Tag Team Champion (mit Mark Freer alias Home Boy)

### Auszeichnungen
- Legends Pro Wrestling
  - XWF/LPW Hall of Fame-Einzug (2008)
- Pro Wrestling Illustrated
  - #386 von 500 der besten Wrestler im Jahre 2003.

## Werke
- New Jack: Memoir of a Pro Wrestling Extremist. (Mit Jason Norman). McFarland and Company Inc. ISBN 978-1-4766-7977-8.